# Relativitetsteori

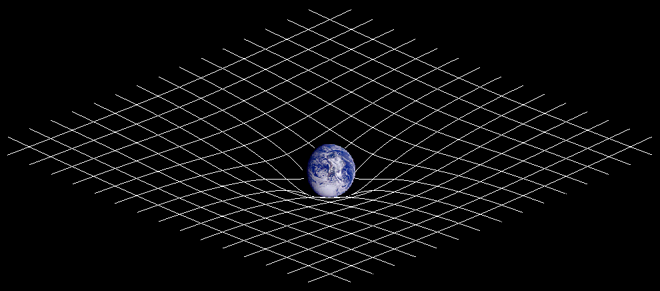
Tvådimensionell visualisering av rumtid-störningen från en massiv kropp. Beskriven med allmän relativitetsteori.

Albert Einsteins relativitetsteori är en uppsättning av två teorier i fysik: den speciella relativitetsteorin och den allmänna relativitetsteorin. Den centrala tanken i båda teorierna är att två observatörer som rör sig relativt varandra oftast uppmäter olika tids- och rumsintervall för samma händelser, men fysikens lagar gäller lika för båda.

## Speciella relativitetsteorin
Speciella relativitetsteorin, utvecklad 1905, tar endast hänsyn till observatörer i likformig rörelse i förhållande till varandra. Teorin postulerar att ljusets hastighet i vakuum är lika för alla observatörer. Detta leder till omdefinieringar av sådana fundamentala begrepp som tid, rum, massa, energi och rörelsemängd med långtgående konsekvenser. Objekt i rörelse tycks vara tyngre och förkortade i rörelseriktningen i relation till observatören, och tiden tycks på motsvarande sätt gå långsammare. Det missförstås ofta att en kropp i hög hastighet får större massa, vilket inte är fallet. Ljus (egentligen fotonerna) har rörelsemängden {\displaystyle p=h/\lambda }. Ljusets hastighet verkar som en övre hastighetsgräns för materia och information. Massa och energi betraktas som ekvivalent, två sidor av samma mynt. Detta kan beskrivas med den kända ekvationen E=mc².
Två händelser som en observatör anser är samtidiga, uppfattas som icke samtidiga av en observatör i rörelse i förhållande till den första observatören. Teorin tar inte hänsyn till gravitationseffekter. Den matematiska grunden för speciell relativitetsteori är Lorentztransformation. Istället för den klassiska fysikens rörelsemängd {\displaystyle p=mv}, visar Einstein att rörelsemängden bättre beskrivs med {\displaystyle p=\gamma mv}, där {\displaystyle \gamma } är lorentzfaktorn som beror på hastigheten.

## Allmänna relativitetsteorin
Allmänna relativitetsteorin publicerades av Einstein 1915. Den använder matematik från differentialgeometri och tensorbegrepp för att beskriva gravitation. Lagar för allmän relativitetsteori gäller lika för alla observatörer, även om de accelererar inbördes. Allmän relativitetsteori är en geometrisk teori som postulerar att närvaron av massa och energi "kröker" rummet, och denna krökning påverkar fria partiklars banor (och även ljusets bana), en effekt vi tolkar som gravitationskraft. Teorin kan användas för att skapa modeller av universums evolution och är därmed ett avgörande verktyg för kosmologin.

## Kritik av relativitetsteorin
Mot bakgrund av 1800-talets vetenskapliga och tekniska framsteg framstod relativitetsteorin som tillkrånglad och abstrakt. Einsteins upphöjelse till fysikens förnyare tog fart 1919 när Arthur Eddingtons astronomiska observationer gav stöd åt relativitetsteorin. Men detta utlöste en storm av protester från vetenskapsmän såväl som lekmän, som har kommit att kallas "antirelativister".
Bland kritikerna under 1920- och 1930-talen fanns tyskarna Paul Weyland, Ernst Gehrcke, Ludwig Glaser och de båda nobelpristagarna Philipp Lenard och Johannes Stark. De senare angrep Einstein även på antisemitiska grunder och propagerade för en "tysk fysik" som skulle vara begriplig och ren. Genom sina antisemitiska utspel förlorade Johannes Stark 1922 sin professur vid RWTH Aachen. Många Einstein-kritiker samlades av den svenskamerikanske ingenjören Arvid Reuterdahl, som 1921 grundade en Academy of Nations för detta syfte. Till hans anhängare i Sverige hörde Oscar Edvard Westin, professor emeritus i maskinteknik vid KTH.
Kritiken mot relativitetsteorin från etablerade forskare avklingade under slutet av 1920-talet. Det blev ohållbart att förkasta den nya fysiken på så lösa grunder.